# 일신기독병원
일신기독병원은 부산광역시 동구 정공단로 27에 위치한 '한·호 기독교 선교회' 산하 종합병원이다.

## 연혁
- 1952년 9월 17일 호주 장로교 한국선교회에 의하여 '일신부인병원' 설립
- 1956년 3월 2일 현 병원 건물 완공, 이전(75병상)
- 1965년 12월 29일 의료기관 개설허가
- 1968년 10월 1일 병원 증축 확장, 34개 병상 증설(109병상)
- 1974년 6월 5일 서독의 원조로 병원건물 증축
- 1982년 11월 10일 일신기독병원으로 명칭 변경
- 2005년 8월 8일 "재단법인 한·호 기독교 선교회"로 재단 법인명 개정